# Don't Give In
Don't Give In is een nummer van de Noord-Ierse band Snow Patrol uit 2018. Het is de eerste single van hun zevende studioalbum Wildness.
"Don't Give In" gaat over hoop en nooit opgeven. "Het nummer is geïnspireerd op een vriend van mij. Hij ging door een moeilijke tijd, maar toen ik het aan het schrijven was, realiseerde ik me dat het ook om mij gaat. Het is een persoonlijke verhaal met een universele boodschap", vertelde zanger Gary Lightbody in een interview met Gerard Ekdom op NPO Radio 2. Het nummer flopte in het Verenigd Koninkrijk. In Nederland haalde het de 14e positie in de Tipparade. In België werd het nummer daarentegen een grote hit, met een 5e positie in de Vlaamse Ultratop 50.